# 仙府駅
仙府駅（ソンブえき、朝鮮語: 선부역）は、大韓民国京畿道安山市檀園区仙府洞にある西海線の駅である。

## 歴史
- 2013年10月21日 - 事業用鉄道路線告示にて駅名を仙府駅に決定。[1]
- 2018年4月6日 - 鉄道距離表告示。[2]
- 2018年6月16日 - 西海線開業。[3]

## 駅構造
2面2線の相対式ホームを有する。 

### のりば
| 上行 | ● 西海線 | 素砂方面 |
| 下行 | ● 西海線 | 元時方面 |

## 駅周辺
- 安山市勤労者総合福祉館
- ホームプラス安山仙府店
- 仙府小学校
- 安山税務署
- 仙一中学校
- 仙府1洞住民センター
- 仙府119安全センター
- 元一小学校
- 元谷中学校
- 白雲洞行政福祉センター
- 花郎小学校
- 安山江西高等学校

## 隣の駅
素砂元時線運営
●西海線　
タルミ駅 (S24) - 仙府駅 (S25) - 草芝駅 (S26)